# 카르나타카주
카르나타카주(칸나다어: ಕರ್ನಾಟಕ, 영어: Karnataka)는 인도 남서부에 위치한 주이다. 인구 6,113만 704명(2011). 옛 이름은 마이소르 주(Mysore). 교육, 문화 수준이 다른 주에 비해서 높고 근대화의 주도 역할을 하고 있다. 주도 벵갈루루와 그 남서의 마이소르는 예부터 이 지방의 중심지로서 연구소, 대학 등의 문화시설이 많고 최근에는 공업화가 일어나고 있다. 주산업은 다른 주와 마찬가지로 공업이며 쌀과 조와르 외에 상품 작물로서 커피가 생산된다.